# Säynätjärvi (sjö i Päijänne-Tavastland)
Säynätjärvi är en sjö i Finland. Den ligger i kommunen Sysmä i landskapet Päijänne-Tavastland, i den södra delen av landet, 160 km norr om huvudstaden Helsingfors. Säynätjärvi ligger 86,6 meter över havet. Arean är 1,19 kvadratkilometer och strandlinjen är 10 kilometer lång. Sjön  ingår i Kymmene älvs huvudavrinningsområde.   I omgivningarna runt Säynätjärvi växer i huvudsak blandskog.
I övrigt finns följande i Säynätjärvi:
- Vennerinsaari (en ö)
- Mynnilänsaari (en ö)
- Kotisaari (en ö)
- Karjusaari (en ö)
- Etuluoto (en ö)